# Lubanie
Lubanie is een dorp in het Poolse woiwodschap Koejavië-Pommeren, in het district Włocławski. De plaats maakt deel uit van de gemeente Lubanie en telt 810 inwoners.

## Verkeer en vervoer
- Station Lubanie